# Ricardo Roca Rey
Ricardo Roca Rey (Lima, 14 de abril de 1920 - Lima, 28 de marzo de 1985) fue un escritor, dramaturgo, director y actor de teatro peruano. Se desempeñó como director general del Instituto Nacional de Cultura en el año 1980, entidad que diera origen al actual Ministerio de Cultura. La Sala de Teatro de la Asociación de Artistas Aficionados (AAA), en Lima, lleva su nombre en homenaje al quehacer artístico realizado por él en esa institución.  En enero del 2021, fue reconocido por el Estado Peruano como “Personalidad Meritoria de la Cultura”.

## Biografía
En 1940, ingresa a la Facultad de Ingeniería de la Universidad Católica del Perú y se gradúa como ingeniero de construcciones civiles en 1945 con una tesis denominada "Estructura para un teatro". Posteriormente, ejerce la docencia en la misma facultad.
En 1946, viaja becado a París para seguir un postgrado en la École Centrale D’ Arts et Manufactures. Durante esos dos años, asiste a espectáculos artísticos en el Viejo Continente, que influyen en su formación cultural.
Regresa a Europa en 1949 invitado por el Instituto de Cultura Hispánica de Madrid, con una delegación artística de la Asociación de Artistas Aficionados, para dar a conocer el arte peruano en España y París.
Destacan sus montajes de los autos sacramentales en los atrios de la Catedral de Lima y de la Basílica de San Francisco.
Ha sido maestro de numerosos actores peruanos como Ricardo Blume, Saby Kamalich y Betty Missiego, conocidos por su trascendencia internacional.[cita requerida]

## Trayectoria artística

Instantánea de Auto Sacramental en el atrio de la Catedral de Lima.

### Dirección teatral
- El médico a palos (1938), de Moliere.
- Maquillage (1950), de Jorge Eduardo Eielson.(*)
- Loys (1950), de Bernardo Roca Rey.(*)
- La voz humana (1952), de Jean Cocteau.
- Los hermanos Karamázov (1952), de Fiódor Dostoyevski.
- El gran teatro del mundo (1951, 1967, 1969 y 1978), de Calderón de la Barca.
- Los persas (1953), de Esquilo.
- Antígona (1953), de Sófocles.
- El cíclope (1954), de Eurípides.
- Ayar Manko (1954), de Juan Ríos.(*)
- Los caballeros (1955), de Aristófanes.
- Sueño de una noche de verano (1956), de William Shakespeare.
- La muerte de Atahualpa (1957), de Bernardo Roca Rey.(*)
- La creación del mundo (1957), de Arturo Jiménez Borja.(*)
- El diario de Ana Frank (1958 y 1975), de Frances Goodrich y Albert Hackett.
- Panorama desde el puente (1959), de Arthur Miller.
- El trapecio de la vida (1960), de Sebastián Salazar Bondy.(*)
- La cantante calva (1961), de Eugène Ionesco.
- Los bufones (1962), de Juan Ríos.(*)
- Romeo y Julieta (1964), de William Shakespeare.
- La mazorca (1965) de Enrique Solari Swayne.(*)
- El matrimonio del señor Mississippi (1966 y 1968 ), de Friedrich Dürrenmatt.
- Las tres viudas  (1967), de Manuel A. Segura.(*)
- Inca (1967), de Joseph O´Conor.
- El caballo desmayado (1968), de Françoise Sagan.
- Ayax Telamonio (1968), de Enrique Solari Swayne.(*)
- La cena del rey Baltasar (1968), de Calderón de la Barca.
- Mañana te lo diré (1969 y 1970), de James Saunders.
- El hijo pródigo (1969), de José de Valdivielso.
- Las brujas de Salem (1970), de Arthur Miller.
- Recital del amor (1972), selección de varios autores.
- Don Juan Tenorio (1974), de José Zorrilla y Moral.
- Proceso a Mary Dugan (1974), de Bayard Veiller
- Dos en el sube y baja (1975), de William Gibson.
- La comedia de las equivocaciones (1975), de William Shakespeare.
- Nuestro pueblo (1976), de Thornton Wilder.
- El día que raptaron al Papa (1976), de João Bethencourt.
- La cama (1978 y 1983), de Jan de Hartog
- María Peppino´s, versión libre de Mary Poppins (1979), de Pamela L. Travers.
- El Farsante (1980), de Richard Nash.
- Las troyanas (1980), de Eurípides.
- ¿De quién diablos es la vida? (1980), de Brian Clark.

(*) Corresponde a autores peruanos.

### Televisión
En mayo de 1959, Ricardo Roca Rey dirige en vivo y en directo, por primera vez en la televisión local, un programa semanal denominado Bar Cristal, y se convierte en pionero de la televisión de Perú. En su paso por la televisión, dirige las siguientes producciones:
- 1959: Bar Cristal, 30 capítulos.
- 1960: Kid Cristal, 30 capítulos.
- 1960: Recuerdos Cristal, 25 episodios.
- 1960: Nochebuena Cristal, programa producido para la Navidad.
- 1961: Las aventuras de Toni y Malta, 15 capítulos.
- 1961: Festival Cristal del cuento peruano, 35 cuentos teatralizados.
- 1960 - 1962: Festival Cristal de la canción criolla, los dos primeros años con 48 canciones teatralizadas y dirigidas por Ricardo Roca Rey. El año 1962, el programa continúa bajo la dirección de Luis Álvarez.
- 1974 – 1976: Ciclo de Teatro Universal, 28 obras de teatro.

### Cine
- 1946: Actor protagónico en el largometraje La Lunareja, basada en la tradición de Ricardo Palma Una moza de rompe y raja
- 1962: director general en el documental La cerveza en el Perú.
- Años 70: Asesor en la producción de 6 cortometrajes sobre costumbres y motivos peruanos.

### Danza Clásica
Como coordinador general, entre los años 1953 y 1961, se encarga de las temporadas internacionales de ballet de la Asociación de Artistas Aficionados, con la intervención de primeros bailarines de renombre mundial. Como director escénico, participa en los siguientes espectáculos de danza clásica:
- Gaité parisienne de Jacques Offenbach (A finales de los 60).
- Homenaje a Dimitry Rostoff, al alejarse del Perú (1977).
- Recital de danza, de Alicia Alonso ( 1977).
- Festival de Ballet, en Lima (1978).
- Cantata Carmina Burana de Carl Orff.
- Don Quijote de Ludwig Minkus (1978).
- Romeo y Julieta de Serguéi Prokófiev (1978).
- Estrellas del Gran Teatro de Ópera y Ballet de Varsovia (1978).
- Borodín, de Aleksandr Borodin (1979).

### Folklore
Como productor y director general, participa en los siguientes espectáculos de folklore:
- II Reunión Ministerial del Grupo de los 77 (1971).
- Congreso Textil Alpaca Perú (1973).
- XIX Congreso Mundial de Cirugía (1974).
- V Congreso Latinoamericano de Automatización Bancaria (1974).
- XV Congreso Latinoamericano de Siderurgia (1975).
- XVI Congreso Internacional de Notariado Latino (1982).
- Estampas de Folklore en el Perú, (26 espectáculos) (1979 – 1982).

### Otras actividades culturales
- 1935 - 1937, radio. Conduce La hora infantil en Radio Internacional.
- 1940, radio. Actúa con el grupo de la AAA en los programas Panorama del teatro universal y Tradiciones peruanas en Radio Internacional.
- 1950 - 1980, teatro. Ejerce el cargo de Director de teatro de la Asociación de Artistas Aficionados (AAA).
- 1968 - 1970, festivales. Asume el rol de asesor general de las coreografías náuticas en la bahía de Ancón como parte de los festivales de ese balneario.
- 1968 – 1970, cargo directivo. Asume la Presidencia de la Asociación de Artistas Aficionados (AAA).
- 1975, musical. Dirige el Concierto para voces y orquestas con música de Juan Castro Nalli, en el Teatro Municipal.
- 1977, musical. Dirige el espectáculo de Piero Solari Fantasía del recuerdo en el Teatro Municipal.
- 1977, cargo directivo. Participa como miembro de la Junta Extraordinaria de Asociados del Museo de Arte de Lima
- 1980 - 1981, cargo directivo. Es nombrado director general del Instituto Nacional de Cultura, entidad que posteriormente es la base para la creación del Ministerio de Cultura.
- 1980 - 1985, cargo directivo. Participa en el directorio del Patronato Popular y Porvenir Pro Música Clásica auspiciado por Popular y Porvenir Compañía de Seguros.
- 1981 - 1982, cargo directivo. Participa como miembro del jurado del Concurso Nacional de Marinera en Trujillo, organizado por el Club Libertad.

## Reconocimientos

### En vida
- 1958, México D.F. El Instituto Nacional de Bellas Artes condecora a la delegación peruana, presidida por Ricardo Roca Rey, por el éxito de Collacocha en el Primer Festival Panamericano de Teatro.
- 1959, Bogotá. El jurado calificador del Tercer Festival Colombiano de Teatro otorga el trofeo Bolivariano al grupo de teatro de la AAA por su participación con Collacocha.
- 1976, Lima. Un grupo de intelectuales y artistas propone a Ricardo Roca Rey para el Premio Nacional de Cultura, en la categoría Comunicación Social.

### Después de su fallecimiento
- 1985, Lima. El Instituto Nacional de Cultura con las principales agrupaciones del folklore nacional, presenta el espectáculo Homenaje al maestro Roca Rey en el Teatro Municipal de Lima.[8]
- 07/1985, Lima. La Asociación de Artistas Aficionados (AAA), representada por su presidente Antonio Tarnawiecki, devela la placa que designa con el nombre de “TEATRO RICARDO ROCA REY” a la sala de la Institución.
- 06/1988, Lima. La Asociación de Artistas Aficionados, al celebrar sus 50 años de existencia, rinde un especial homenaje a Ricardo Roca Rey con el evento Nuestro teatro a través de los años.
- 1988, Lima. El Instituto Nacional de Cultura del Perú instituye el Premio Nacional de Dirección Teatral “Ricardo Roca Rey”, que es otorgado ese año Alberto Isola  y al año siguiente a Jorge Chiarella.
- 03/2003, Lima. El Congreso de la República del Perú, con ocasión de celebrarse el Día Mundial del Teatro, distingue en el hemiciclo Raúl Porras Barrenechea.
- 07/01/2021, Lima. La Municipalidad de Miraflores, con motivo de conmemorarse el centenario de su nacimiento, otorga la Medalla Cívica de la Ciudad a Ricardo Roca Rey.[9]
- 18/01/2021, Lima. La Municipalidad Metropolitana de Lima, con motivo de conmemorarse el centenario de su nacimiento, otorga la Medalla de Lima a Ricardo Roca Rey.[10]
- 23/01/2021, Lima. El Ministerio de Cultura del Perú distingue como “personalidad meritoria de la cultura” a Ricardo Roca Rey.[11]
- 26/03/2021, Lima. La Municipalidad Metropolitana de Lima, al celebrarse el Día Mundial del Teatro, inaugura la sala de exposición permanente "Ricardo Roca Rey" en el Museo del Teatro Municipal.[12]